# Telenomus floridanus
Telenomus floridanus är en stekelart som först beskrevs av William Harris Ashmead 1893.  Telenomus floridanus ingår i släktet Telenomus och familjen Scelionidae. Inga underarter finns listade i Catalogue of Life.